# 宮の元町
宮の元町（みやのもとまち）とは、宮崎県宮崎市内の地名。赤江地域自治区に属している。郵便番号は880-0914。

## 地理
宮崎市の赤江地域自治区に属する。北側を大淀川水系八重川に面す。1977年に大字恒久から分離し設置された。

## 世帯数と人口
2023年（令和5年）6月1日現在の世帯数と人口は以下の通りである。
| 町丁     | 世帯数 | 人口  |
| -------- | ------ | ----- |
| 宮の元町 | 76世帯 | 140人 |

## 小・中学校の学区
市立小・中学校に通う場合、学区は以下の通りとなる。
| 町名     | 小学校             | 中学校               |
| -------- | ------------------ | -------------------- |
| 宮の元町 | 宮崎市立赤江小学校 | 宮崎市立赤江東中学校 |

## 交通

### バス
宮交グループの運営するバスが営業している。